# John Judis
John B. Judis é um escritor e jornalista estadunidense. Ele é editor-sênior do The New Republic e editor contribuinte do The American Prospect.